# Santa Teresinha (Bahia)
Santa Teresinha é um município brasileiro do estado da Bahia. Localiza-se à latitude 12º46'19" sul e à longitude 39º31'24" oeste, com altitude de 227 metros. Sua população estimada em 2004 era de 8.612 habitantes, distribuídos em 713,167 km2 de área.
Este município é conhecido pela historiografia brasileira por ter sediado a famosa aldeia da Pedra Branca, aldeamento indígena formado no século XVIII que foi destruído no século XIX pelas diversas guerras promovidas pelo Estado, com alguns de seus descendentes se miscigenando com outras populações formando o atual distrito de Pedra Branca, enquanto outros fugiram para outras regiões, tendo muitos deles constituído a população da Terra Indígena Caramuru-Paraguaçu.